# FS ALe 790/880
Les FS ALe.790 & ALe.880 sont une série de modèles d'automotrices légères électriques (ALe) des chemins de fer italiens FS construites entre 1938 et 1946 en plusieurs séries comportant de légères différences mécaniques mais avec un arrangement des faces avant complètement différentes. Les modèles ALe.790 et ALe.880 sont techniquement et structurellement identiques, seul le nombre total de places assises diffère : 79 en deux classes ou 88 de 3e puis 2e classe. Ces rames étaient initialement affectées aux trains express, en unités multiples, composés d'une ou plusieurs motrices et de remorques, lesquelles ont été construites ultérieurement.
Elles succèdent aux modèles ALe.792/882 précédents qui ne permettaient pas l'intercirculation entre les voitures. Leur structure, dimensions, carrosserie et esthétique reprennent les caractéristiques des rames ETR 200.
Comme de coutume, tous les matériels roulants des FS sont conçus par le bureau d'études des FS (Ufficio Studi Locomotive - Servizio FS Materiale e Trazione) qui les a fait construire par des sociétés italiennes, après un appel d'offres. 

## Histoire
Le succès des rames électriques ETR 200, premières rames à grande vitesse au monde avec un Cx de 0,32, a conduit les FS à étendre le concept à des relations moins rapides et à mettre au point davantage d'éléments automoteurs électriques ALe et thermiques ALn pour assurer le transport de voyageurs sur les lignes interrégionales et locales, réduisant ainsi le coût par rapport aux trains traditionnels et aussi les temps de trajet. La première série de ces nouvelles automotrices électriques fut immatriculée FS ALe.79.20xx et ALe.88.20xx selon la classification FS alors en vigueur, les deux premiers chiffres reflétant leur aménagement avec respectivement 79 et 88 places. Ces unités légères polyvalentes, construites par Breda C.F., ont vite été surnommées "Littorina", par analogie au fameux autorail FIAT qui avait révolutionné les transports locaux dans les années 1920.
Les unités ALe.79/88, très appréciées, qui circulaient soit en solo soit en rames de deux ou trois automotrices, présentaient un inconvénient majeur. Elles ne permettaient pas l'intercirculation entre les voitures ce qui obligeait les FS à mobiliser un agent dans chaque voiture, comme imposé par le code italien des transports. En 1937, les FS ont décidé de suspendre la fabrication des ALe.79 et 88 après seulement 12 et 10 exemplaires livrés pour étudier une solution plus avantageuse pour les futures automotrices électriques.
La solution mise au point pour les 34 premiers exemplaires des nouvelles motrices repose sur des extrémités verticales avec, en leur centre, une porte métallique dont les deux vantaux peuvent être pivotés pour dégager un soufflet télescopique servant à l'intercirculation. Lorsqu'une motrice ainsi équipée se trouve en première position, le conducteur prend place dans un petit poste de conduite sur la gauche. Cet arrangement permet de créer des trains de longueur variable dont chaque élément est motorisé ; des trains d'une seule voiture peuvent également circuler sans peine. Un total de 22 ALe.790 et 34 ALe.880 sont livrées par Fiat, OM, Ansaldo et Savigliano.
Par rapport aux modèles électriques et diesel déjà en service, l'esthétique très fonctionnelle de ces ALe.790/880 de première génération est jugée horrible. Le couloir divisant en deux les faces avant a aussi le défaut de laisser peu d'espace aux cabines de conduite.
Désireux de donner aux rames livrées par la suite un aspect plus heureux, avec une esthétique aérodynamique soulignant leur nature de rames de vitesse, les FS ont décidé d'opter pour un compromis entre ces rames d'aspect rectangulaires et les ALe.792/882. Une cabine en tête de vipère issue des rames mono-caisse et des ETR200 est utilisée d'un côté de la motrice (idéalement positionnée à une extrémité de la rame) tandis que l'autre recourt à une face plate avec intercirculation escamotable et petite cabine de conduite latérale. En raison de leur forme insolite, ces rames asymétriques ont reçu le sobriquet d'ocarina.
La construction de ces modules ALe.790/880 a été confiée aux entreprises italiennes les plus importantes : Fiat Ferroviaria, OM, Ansaldo, SNOS Savigliano et Breda C.F., qui ont fabriqué les caisses des ALe.790 et 880. Toute la partie électrique a été fournie par Ercole Marelli pour les caisses Fiat et CGE pour les caisses OM. La répartition des deux générations d'ALe.790/880 est la suivante :
- ALe.790.001-022 & ALe.880.001-034 et 101-116, aux deux faces verticales ;
- ALe.790.023-066 & ALe.880.035-100 : automotrices comportant une tête "A" aérodynamique et une tête "B".

En positionnant une ou plusieurs rames de première génération au milieu avec des éléments dotés d'une tête aérodynamique en tête et en queue du convoi, des trains plus longs pouvaient être assemblés. Après la Seconde Guerre mondiale, des remorques non-motorisées telles que le type Le.680 seront commandées pour accompagner les ALe.790/880.
En 1942, les FS ont mis au point une variante de ces unités pour constituer 20 rames (théoriquement) indissociables de trois caisses M + R + M, la série FS ALe.883. Ces rames comportent désormais une remorque dépourvue de motorisation (dont les dimensions sont comparables à celles des ALe.790/880 de la première génération) et leurs portes pliantes à commande pneumatique au lieu des portes battantes sont une autre innovation des ALe.883.

## Caractéristiques techniques
Les automotrices ALe.790/880 sont similaires esthétiquement et dimensionnellement aux rames à grande vitesse ETR 200. Elle sont dotées de bogies B910, bogies traditionnels des FS de l'époque. Chaque unité est équipée de 4 moteurs 72 R-50 développant 340 kW de puissance, soit 376 kW au total.

## Les différentes séries

### ALe.79 & ALe.88 / ALe.792 & ALe.882
Cette série considérée comme la 1re du groupe, comporte deux extrémités en pointe fuselée. 22 unités sont fabriquées par Breda C.F. en 1936/37 :
- 12 unités ALe.79.2001-2012 ;
- 10 unités ALe.88.2001-2010.

Dans le système de codification des matériels roulants des Ferrovie dello Stato, les automotrices possèdent une identification propre, composée des lettres "AL" (pour Automotrice Légère), en majuscules, suivies d'une troisième lettre en minuscule qui définit le type d'alimentation : "e" pour électrique, "n" pour nafta (diesel en italien). Suit le numéro référence du groupe dont le 1re chiffre indique le constructeur : 1 = FIAT, 2 = Breda C.F., 3 = OM, 4 = Ansaldo, 5 = Reggiane et 6 = autres.
En 1943, pour distinguer les unités ALe.79/88 des nouvelles séries ALe.790/880, ces unités ont été ré-immatriculées ALe.792 et ALe.882.
Pendant la Seconde Guerre mondiale, les FS ont perdu l'unité ALe.792.001 (réquisitionnée par l'armée allemande ?). L'unité ALe.792.010 fut entièrement détruite comme les ALe.882.003, 005, 006, 007. Il ne resta que 10 unités ALe.792 et 6 unités ALe.882. Ces unités endommagées ont été reconstruites après-guerre, les portes battantes ont été remplacées par des doubles portes à commande pneumatique, encastrées dans la caisse. 
Ces automotrices ont d'abord été utilisées sur la ligne Florence-Rome puis, affectées au dépôt de Naples pour les liaisons vers le nord et le sud sur la ligne tyrrhénienne, en composition double et triple. Elles ont été aussi utilisées sur la ligne des Castelli Romani. En 1950, elles ont toutes été transférées au dépôt de Foggia, où elles ont été réaménagées avec un seul salon de 72 places assises et restèrent jusqu'à leur retrait dans les années 1980, sans changement d'immatriculation. Elles auraient logiquement dû être renommées ALe.772/872. 

### ALe.790 & ALe.880
Les automotrices ALe.790/880 conservaient le même aménagement intérieur que les ALe.792/882, avec les 2 classes pour les ALe.790 et une seule 2e classe pour les ALe.880. Par contre, les caisses restant inchangées en longueur, ont vu l'implantation des bogies repoussée vers les extrémités. Sur les ALe.792/882, le porte à faux entre l'axe du bogie et l'extrémité de la caisse était de 5,00 mètres engendrant un déport fort important, incompatible avec le nouveau design vertical car il présentait le risque d'excéder le gabarit dans les virages et une déformation trop forte des soufflets d'intercirculation dans les courbes serrées et virages en "S". L'empattement des unités a donc été porté de 17,50 à 20,00 mètres alors que la longueur passa de 27,86 à 26,80 mètres. Après un test sur un prototype, les FS durent apporter une autre modification dimensionnelle à ces rames dont la longueur ne leur permettait pas de rester dans le gabarit dans les courbes serrées. La largeur fut donc réduite de 2 920 à 2 690 mm, soit 23 cm de moins. Les flancs des voitures, légèrement trapézoïdaux, ont été redressés à la verticale et la structure longitudinale a été renforcée.

#### 1resérie ALe.790/880

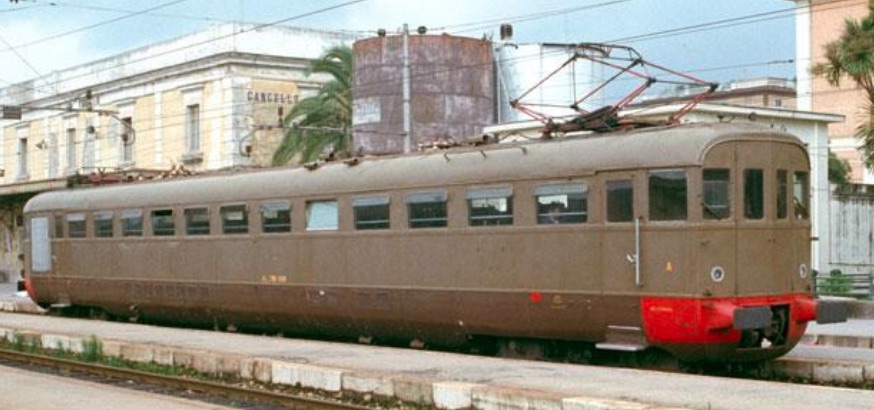
Une ALe.790 de la première série. Il s'agit de l'ancienne ALe.630.001.

La 1re série de 22 automotrices ALe.790 a été construite par FIAT équipée de composants électriques E. Marelli. L'habillage extérieur est en aluminium et non pas en acier, comme sur les modèles Ale.792/882 construites par Breda C.F..
La 1re série de 34 automotrices ALe.880 a été partagée entre trois constructeurs :
- OM no 001 à 010,
- Ansaldo no 011 à 024,
- SNOS Savigliano no 025 à 034.

Contrairement à Fiat, ces constructeurs ont habillé leurs unités avec une tôle en acier.

#### 2esérie ALe.790 & ALe.880

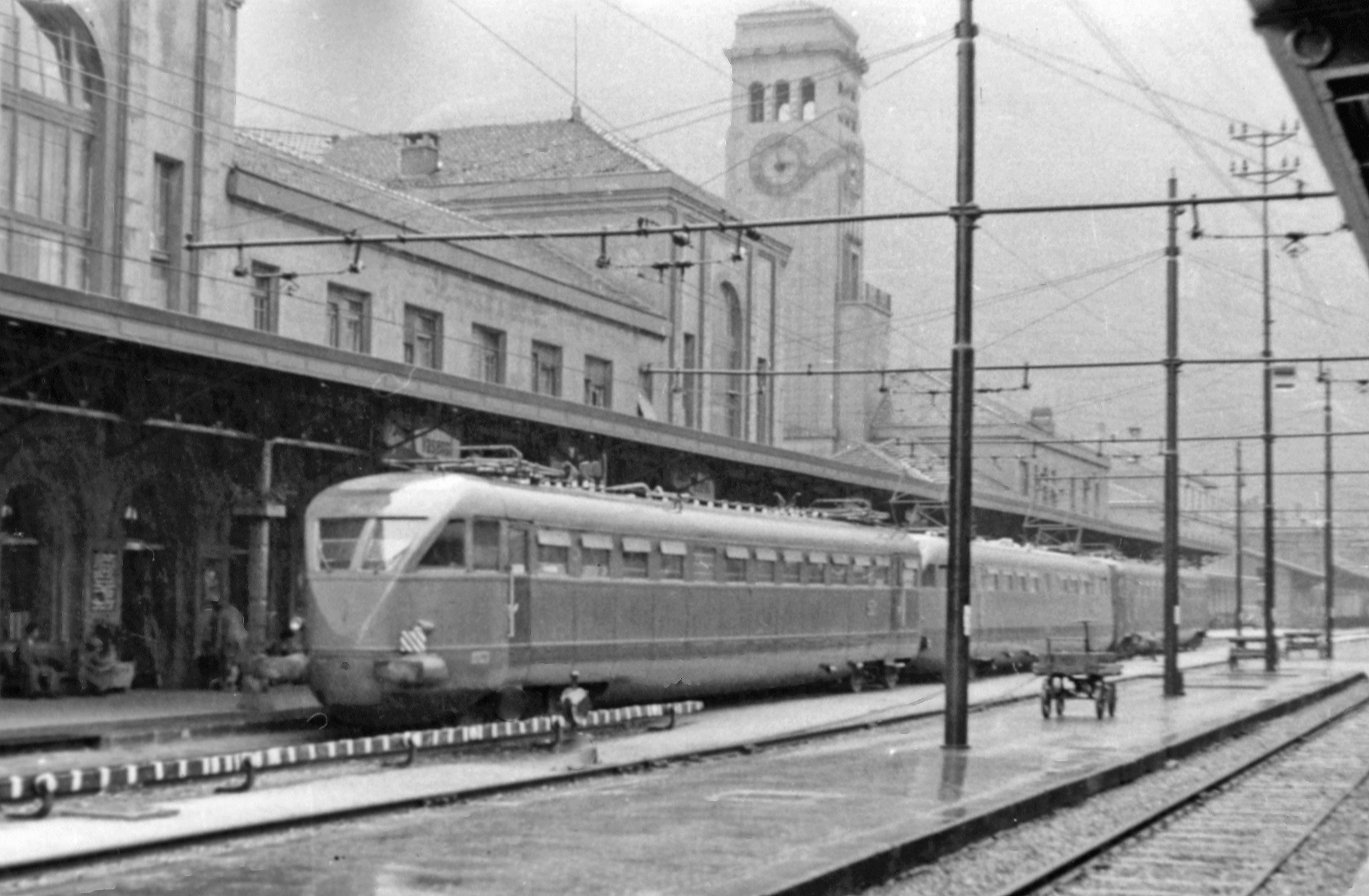
Couplage en gare de Bolzano. En tête, une ALe.880 en aluminium.

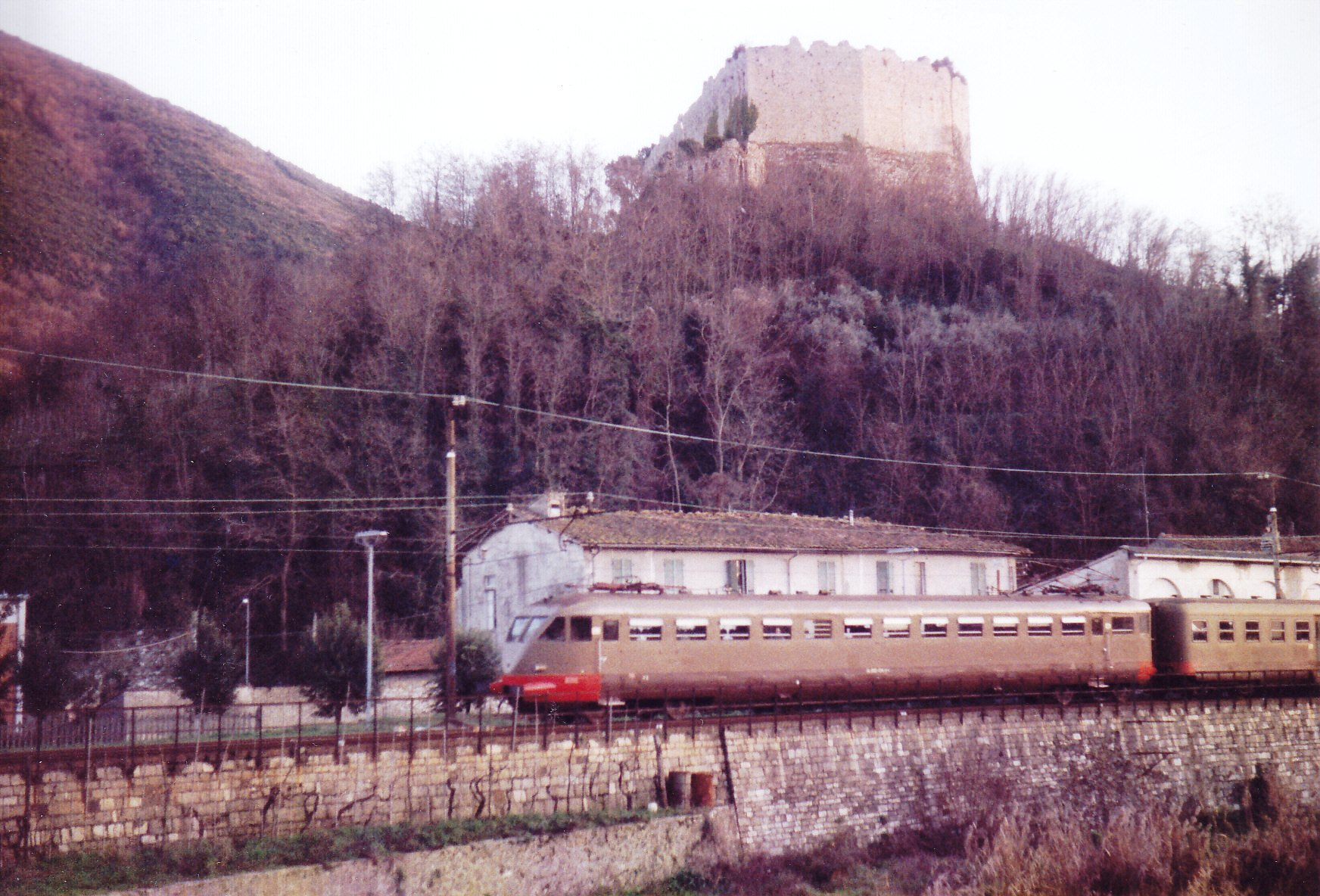
Automotrice ALe.790 couplée à une Le.640 construite après-guerre.

Les 44 automotrices de la 2e série ALe.790, construites en 1942/46, ont été réalisées avec une tête "A" aérodynamique et une face "B" plate. Elles étaient généralement couplées en 2 unités tête bêche ou 3 avec une ALe.790 1re série à têtes plates ou, après-guerre, avec une remorque type Le.680.
La construction de la 2e série des ALe.790 a été partagée entre :
- SNOS Savigliano : no 023 à 037,
- OM : no 038 à 052,
- Ansaldo : no 053 à 068.

La construction des 68 automotrices ALe.880 de la 2e série a été partagée entre :
- SNOS Savigliano no 035 à 047,
- OM no 048 à 061,
- Breda C.F. no 062 à 069,
- FIAT no 070 à 090,
- Ansaldo no 091 à 102.

NDR : Les unités ALe.790.052, 067 et 068 n'ont jamais été mises en service car elles ont été détruites dans les bombardements de la Seconde Guerre mondiale.  

### ALe.400
Construites simultanément aux automotrices de la 2e série des ALe.790/880, les ALe.400.001 à 010 en reprennent la disposition des cabines mais l'intérieur est aménagé avec une cuisine, au charbon positionnée au centre du véhicule et deux salles totalisant 40 places assises disposées en vis-à-vis avec des tables pour la restauration. Alors que les ALe.790/880 ont un aspect inchangé, les fenêtres de ces rames surnommées "vivandières" sont plus grandes et moins nombreuses tandis que le compartiment à bagages est à l'autre extrémité, du côté de la cabine aérodynamique. Après-guerre, la suppression de la cuisine et un réaménagement plus poussé ont donné naissance aux ALe.480 puis aux ALe.781.

### Transformations
La série ALe.630 comporte 63 places de deuxième classe (future première classe). Un seul exemplaire est réalisé par transformation de l'ALe.790.009 de la variante à deux cabines rectangulaires et circulera dans cette configuration jusqu'en 1959.
Les autres ALe.790 de cette série seront réaménagées en configuration purement troisième classe. Les ALe.790.002 et 019 sont converties en premier et renumérotées ALe.880.101 et 102. Toutes les autres ALe.790 à deux cabines verticales ont été converties par la suite (à l'exception de celles entretemps perdues pendant la guerre) donnant naissance à 16 rames ; signe des temps, des banquettes en bois sont attribuées à ces nouvelles ALe.880. Entre 1954 et 1959, il n'existe plus aucune ALe.790 sans cabine aérodynamique en Italie ; le déclassement de l'ALe.630.001 re-créera une ALe.790 de la première série.
La rame de grand luxe ALSe 10, rapidement renommée ETS 11, était un train privé à l'usage de Mussolini avec appartements, salle de bain et salon de réunion, laquelle était composée de deux motrices extérieurement similaires aux ALe.880 construites par Fiat. Endommagées par un bombardement, elles sont aménagées avec des banquettes en bois devenant la ALe.184.001, opérant avec les deux éléments couplés en permanence. En 1962, ces deux motrices sont finalement reclassées comme ALe.880.117 et 118 (bien qu'une des rames sans compartiment à bagages offre 90 sièges). Ces deux rames légèrement différences des autres ALe.880 opéreront de concert ou avec d'autres motrices et remorques jusqu'à leur radiation.
Contrairement aux ALe.883, les ALe.790 et 880 ne disposaient pas de remorques. Afin de disposer rapidement de matériel opérationnel, quinze ALe.880 de la première série sortent des ateliers dépourvues de pantographe et de moteurs de traction. Désignées Le.680, elles redeviendront des automotrices entre 1959 et 1961.
La remorque Le.790.013 est un véhicule seul en son genre réalisé après la guerre en reconstruisant l'ALe.790.013 (à deux cabines verticales) fortement endommagée durant le conflit. Au même titre que les Le.880, elle redevient une automotrice fonctionnelle en 1959.

## Carrière
Le nombre total d'automotrices de cette famille est de 186 exemplaires quasiment identiques sauf quelques détails mécaniques ou électriques. Tous les exemplaires produits n'ont pas pu être mis en service en raison de l'entrée en guerre de l'Italie. Plusieurs unités ont été détruites alors qu'elles étaient réceptionnées en usine en attente de livraison ou en dépôt en gare. Beaucoup furent gravement endommagées par les bombardements et entièrement reconstruites. En 1946, lorsque l'activité industrielle reprit, les dernières unités de la commande furent livrées, après quoi la production cessa définitivement. En raison de leur faible poids par essieu (moins de 12 t), elles étaient bien adaptées au service même sur des lignes secondaires.
Les dernières unités ont été radiées au début des années 1990.

## Les ALe.880 en Yougoslavie
Plusieurs électromotrices ALe.790/880 ont été cédées à la Yougoslavie, certaines abandonnées en Istrie, d'autres comme réparation de dommages de guerre. 
L'ex FS ALe.790.002, transformée en ALe.880.101, a été intégrée dans le parc des chemins de fer yougoslaves "JŽ" immatriculée JŽ.880-003, puis reclassée en 1961 JŽ.381-003.
D'autres unités sont recensées dans le parc des JDŽ :
- FS ALe.880.005 (OM/CGE de 1939) renommée JŽ.312.001
- FS ALe.880.025 (OM/CGE de 1939) renommée JŽ.312.002
- FS ALe.880.101 (Breda de 1937) renommée JŽ.381.003
- FS ALe.790.019 (FIAT/Marelli de 1938) renommée JŽ.312.003
- FS ALe.883.022 (FIAT/Marelli de 1942) renommée JŽ.310.001
- FS ALe.883.026 (Breda de 1944) renommée JŽ.310.002
- FS ALe.883.022 (FIAT/Marelli de 1942) renommée JŽ.381.001
- FS ALe.883.036 (Breda de 1945) renommée JŽ.381.002